# Thinking Out Loud
Singles de Ed Sheeran
Don't All About It
Thinking Out Loud est une chanson d'Ed Sheeran sortie le 24 septembre 2014, troisième single de l'album x, sorti en 2014.
La chanson est la toute première à atteindre les 500 millions d'écoutes sur Spotify en octobre 2015. Depuis, elle dépasse les 2,5 milliards. En mars 2016, le clip vidéo atteint le milliard de visionnages sur YouTube. Dix ans après sa sortie, la vidéo de ce titre dépasse les 3,9 milliards de vues sur cette plateforme. 

## Liste des pistes
| 1. | Thinking Out Loud/Thinking Out Loud (ECKSO version) |  |
| 2. | I'm a Mess (live from Lightship 95)                 |  |

## Classements hebdomadaires
| Classement (2014-2015)                  | Meilleure position |
| --------------------------------------- | ------------------ |
| Allemagne (Media Control AG)            | 6                  |
| Australie (ARIA)                        | 1                  |
| Autriche (Ö3 Austria Top 40)            | 2                  |
| Belgique (Flandre Ultratop 50 Singles)  | 6                  |
| Belgique (Wallonie Ultratop 50 Singles) | 8                  |
| Canada (Hot 100)                        | 2                  |
| Danemark (Tracklisten)                  | 1                  |
| Écosse (OCC)                            | 1                  |
| Espagne (PROMUSICAE)                    | 2                  |
| États-Unis (Hot 100)                    | 2                  |
| États-Unis (Adult Contemporary)         | 1                  |
| Finlande (Suomen virallinen lista)      | 8                  |
| France (SNEP)                           | 4                  |
| Irlande (IRMA)                          | 1                  |
| Italie (FIMI)                           | 3                  |
| Norvège (VG-lista)                      | 4                  |
| Nouvelle-Zélande (RMNZ)                 | 1                  |
| Pays-Bas (Single Top 100)               | 1                  |
| Royaume-Uni (UK Singles Chart)          | 1                  |
| Suède (Sverigetopplistan)               | 2                  |
| Suisse (Schweizer Hitparade)            | 3                  |

## Classements de fin d'année
| Chart (2014)                          | Position |
| ------------------------------------- | -------- |
| Australie (ARIA)                      | 7        |
| Allemagne (Media Control Charts)      | 100      |
| Italie (FIMI)                         | 86       |
| Nouvelle-Zélande (Recorded Music NZ)  | 8        |
| Royaume-Uni (Official Charts Company) | 5        |